# 臺中市立漢口國民中學
臺中市立漢口國民中學（簡稱漢口國中），是一所位在臺灣臺中市西屯區漢口路一段的市立國民中學。

## 歷任校長
1. 陳邦彥：1991年3月4日－2000年1月31日
2. 徐瑞玉：2000年2月1日－2004年1月31日
3. 彭添星：2004年2月1日－2010年7月31日
4. 黃紀生：2010年8月1日－2014年7月31日
5. 張秋桂：2014年8月1日－2022年7月31日
6. 羅國俊：2022年8月1日－現任

## 外部連結
- 官方网站